# Гаравито (лунный кратер)
Кратер Гаравито (лат. Garavito) — древний большой ударный кратер в южном полушарии обратной стороны Луны. Название присвоено в честь колумбийского астронома Хулио Гаравито Армеро (1865—1920) и утверждено Международным астрономическим союзом в 1970 г. Образование кратера относится к донектарскому периоду.

## Описание кратера
Ближайшими соседями кратера являются кратер Крокко на западе; кратер Кох на северо-западе; кратер Кретьен на востоке-северо-востоке, а также кратер Хопман на юго-западе. На севере-северо-востоке от кратера находится море Мечты. Селенографические координаты центра кратера 47°13′ ю. ш. 156°47′ в. д. / 47,21° ю. ш. 156,78° в. д., диаметр 81,1 км, глубина 2,7 км.
За время своего существования кратер значительно разрушен, особенно пострадали западная и южная часть вала. Северная часть вала перекрыта сателлитным кратером Гаравито Y (см. ниже), к северо-восточной части кратера примыкает сателлитный кратер Гаравито D. Северная часть внутреннего склона вала имеет радиальные борозды, западная часть внутреннего склона перекрыта множеством кратеров, в восточной части просматриваются остатки террасовидной структуры. Средняя высота вала кратера над окружающей местностью 1310 м, объем кратера составляет приблизительно 5000 км³. Дно чаши кратера сравнительно ровное, имеет систему хаотичных борозд, отмечено множеством мелких кратеров. В юго-западной части чаши находятся останки двух более крупных кратеров.

## Сателлитные кратеры
| Гаравито | Координаты                                              | Диаметр, км |
| -------- | ------------------------------------------------------- | ----------- |
| C        | 44°48′ ю. ш. 159°08′ в. д. / 44,8° ю. ш. 159,14° в. д.  | 23,5        |
| D        | 46°22′ ю. ш. 158°54′ в. д. / 46,37° ю. ш. 158,9° в. д.  | 28,4        |
| Q        | 49°22′ ю. ш. 153°56′ в. д. / 49,37° ю. ш. 153,93° в. д. | 45,9        |
| Y        | 45°32′ ю. ш. 156°04′ в. д. / 45,53° ю. ш. 156,06° в. д. | 52,9        |

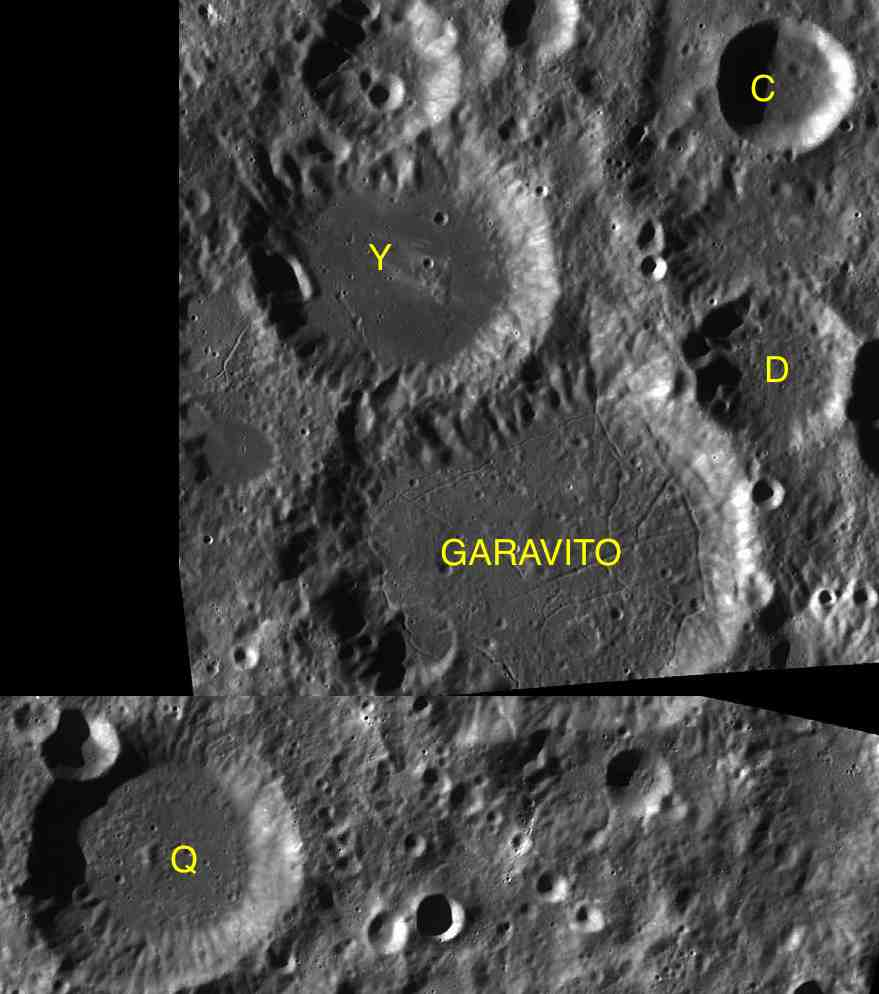
Фрагменты карт LAC-119, LAC-131.

- Образование сателлитных кратеров Гаравито Q и Y относится к нектарскому периоду[1].